# Палацуоло сул Сенио
Палацуоло сул Сенио (итал. Palazzuolo sul Senio) је насеље у Италији у округу Фиренца, региону Тоскана.
Према процени из 2011. у насељу је живело 880 становника. Насеље се налази на надморској висини од 462 м.

## Становништво
Према резултатима пописа становништва 2011. у општини је живело 1.188 становника.
| 1936. | 1951. | 1961. | 1971. | 1981. | 1991. | 2001. | 2011. |
| ----- | ----- | ----- | ----- | ----- | ----- | ----- | ----- |
| 3.654 | 3.264 | 2.166 | 1.619 | 1.365 | 1.323 | 1.301 | 1.188 |